# Grupo de artistas

Salvador Dalí y Man Ray en París, 1934. Ambos artistas, vinculados por su pertenencia al grupo surrealista, desarrollaban su actividad en todo tipo de expresiones artísticas, aunque Man Ray esencialmente en la fotografía y Dalí en la pintura y el cine.

Grupo de artistas es una agrupación de artistas que tienen entre sí una mayor vinculación que la mera adscripción al mismo movimiento artístico, aunque puedan pertenecer o no al mismo movimiento; por ejemplo los neoplasticistas holandeses De Stijl (1917, formado por pintores, ceramistas, diseñadores y arquitectos como Piet Mondrian, Bart van der Leck, J.J.P. Oud y Theo van Doesburg) o el numeroso, diverso y extravagante grupo surrealista que funcionó en París en los años veinte y treinta del siglo XX en torno a André Breton. La función de líder del grupo puede o no ser reconocida a alguna figura que actúa de aglutinante, muy habitualmente con conflictos (de lo que fue ejemplo el propio Breton).
El concepto tradicional de escuela artística, propia de un lugar o país, tiene una dimensión más extendida en el tiempo (puede englobar artistas separados por varios siglos), mientras que la de un "grupo de artistas" es mucho más limitado, puesto que se limita a artistas coincidentes en un lugar y momento, que puede limitarse a unos pocos años, un periodo menor incluso que el que define a una generación literaria, como la llamada escuela de París.
Aunque los grupos pueden incluir todo tipo de artes, son habituales sobre todo en las artes plásticas, especialmente en pintura, como los expresionistas alemanes Die Brücke (Dresde, 1905 —Ernst Ludwig Kirchner, Emil Nolde—) y Der Blaue Reiter (Múnich, 1911 —Kandinsky, Franz Marc—) o los informalistas españoles Pórtico (Zaragoza, 1947 —Santiago Lagunas, Fermín Aguayo y Eloy Laguardia—), Dau al Set (Barcelona, 1948 —Antoni Tàpies, Joan Ponç, Joan Brossa, Joan-Josep Tharrats, Modest Cuixart, Arnau Puig—) y El Paso (Madrid, 1957 —Antonio Saura, Manolo Millares, Manuel Rivera, Pablo Serrano, Rafael Canogar, Luis Feito, Juana Francés, Antonio Suárez, Manuel Viola y Martín Chirino—). Asimismo, los puede haber también en el terreno de la música, como el Grupo de los Cinco (Rusia, 1856 —Modest Músorgski, Nikolái Rimski-Kórsakov, Aleksandr Borodín, Mili Balákirev y César Cui—) o el Grupo de los Seis(Francia, 1920 —Georges Auric, Louis Durey, Arthur Honegger, Francis Poulenc, Germaine Tailleferre—).

## Colaboración y anonimato
Los grupos de artistas no necesariamente trabajan en colaboración, aunque a veces sí, llegando a producir las mismas obras (por ejemplo, el Equipo Crónica), aunque esto fue más propio de la actividad de los talleres de los pintores gremiales de la Edad Media y los primeros siglos de la Edad Moderna (destacadamente, el taller de Rubens, que produjo miles de obras) y no es tan propio de la personalidad individualista de los artistas contemporáneos, con lo que, en éstos, de producirse ese hecho se suele considerar un rasgo de originalidad o incluso de contestación, como una forma de intentar un arte independiente o alejado de las estructuras y del mercado del arte.
De hecho, tampoco entre los grupos de artistas medievales y modernos el anonimato era la norma, y muy a menudo destacaban individualidades de fuerte personalidad, lo que no impedía el trabajo en grupo, sobre todo en proyectos de envergadura, como las grandes catedrales o algunos grandes retablos. Por ejemplo, entre los escultores que trabajaron en el centro de Castilla en las últimas décadas del siglo XV y las primeras del siglo XVI se ha identificado la relación de un denominado grupo Torrijos (por su vinculación a la ciudad de Torrijos, en torno a Egas Cueman y la familia Egas: Antón Egas, Enrique Egas, Juan Guas, Alonso de Covarrubias y Sebastián de Almonacid).